# Sapgyo-eup
Sapgyo-eup (koreanska: 삽교읍) är en köping i Sydkorea.  Den ligger i kommunen Yesan-gun i provinsen Södra Chungcheong, i den centrala delen av landet, 100 km söder om huvudstaden Seoul.